# گولتشوف ینیکوو
گولتشوف ینیکوو (به چکی: Golčův Jeníkov) یک منطقهٔ مسکونی در جمهوری چک است که در ناحیه هاولیتشکوف برود واقع شده‌است. گولتشوف ینیکوو ۲٬۶۵۶ نفر جمعیت دارد.